# Julio Ribas
Julio Ribas, mit vollem Namen Julio César Ribas Vlahovic (* 8. Januar 1957 in Rivera), ist ein ehemaliger uruguayischer Fußballspieler und heutiger -trainer.

## Spielerkarriere

### Verein
Der defensive Mittelfeldakteur Ribas ist der Vater des Fußballspielers Sebastián Ribas und Bruder des Sozialaktivisten, Radiojournalisten und Begründers der Fundación Winners Juan Pedro Ribas. Er stand zu Beginn seiner Karriere, die er im Alter von 17 Jahren begann, mindestens von 1977 bis 1979 bei Nacional Montevideo in der Primera División unter Vertrag. Anschließend spielte er 1980 bei Liverpool Montevideo in der Segunda División. 1981 absolvierte er 27 Ligaspiele in der Primera B Nacional beim argentinischen Klub Gimnasia y Esgrima La Plata. 1982 folgte eine Station bei Sud América. 1983 bis 1984 stand er in Reihen des uruguayischen Erstligisten Defensor. 1985 war er bei dessen Ligakonkurrenten und Stadtrivalen River Plate Montevideo aktiv. In der Saison 1986 spielte er für Bella Vista. Für die Spielzeit 1986/87 führte ihn sein Weg erneut nach Argentinien. Dieses Mal war Deportivo Mandiyú sein Arbeitgeber. 1987 bis 1988 stand er erneut in Reihen von Nacional Montevideo. 1988 sind für ihn zudem zwei weitere Stationen bei River Plate Montevideo und in Costa Rica bei Cartaginés verzeichnet. 1990 wird er abermals als Spieler bei Bella Vista geführt und gewann mit dem Tam die Uruguayische Meisterschaft. In den letzten beiden Jahren seiner aktiven Karriere spielte er 1991 bis 1992 ein weiteres Mal für River Plate Montevideo. Im Alter von 35 Jahren beendete er nach rund 500 offiziellen Partien seine Karriere als Spieler.

### Nationalmannschaft
Ribas war auch Mitglied der U-20-Auswahl seines Heimatlandes und der A-Nationalmannschaft Uruguays. Insgesamt absolvierte er 25 Länderspiele für die Landesauswahlmannschaften.

### Erfolge
- Uruguayischer Meister: 1990

## Trainertätigkeit
Die Trainerausbildung schloss Ribas bereits als 19-Jähriger im Jahr 1977 erfolgreich ab, was ihn nach eigener Aussage zum jüngsten uruguayischen Trainer in der Fußballgeschichte des Landes werden ließ. Nach der Spielerlaufbahn trat Ribas dann bei Sud América 1993 seine erste Stellung als Trainer an und wirkte als solcher bis 1995 beim uruguayischen Hauptstadtklub. Es folgten Stationen bei Nacional de Asunción (1996) und von 1997 bis 1998 bei Bella Vista. 1999 bis 2001 trainierte er den Club Atlético Peñarol und gewann dort im ersten Jahr den Landesmeistertitel. Von 2002 bis 2003 wirkte er als Trainer bei Liverpool Montevideo. 2004 übernahm er die Trainingsleitung beim italienischen Zweitligisten AC Venedig, den er nach eigener Aussage bis 2005 betreute. Von 2006 bis 2007 hatte er das Traineramt bei Juventud inne. Von Januar 2008 bis Juni 2008 schloss sich ein Engagement als Nationaltrainer des Oman an. Im Folgejahr übernahm er erneut den Club Atlético Peñarol. Im selben Jahr ist auch eine Anstellung als Trainer bei Centro Atlético Fénix für Ribas verzeichnet. Deportivo Maldonado von 2010 bis 2012 (andere Quellen nennen den Zeitraum 2012 bis 2013) und Bella Vista im Jahr 2013 (andere Quellen: 2013 bis 2014) waren seine nächsten Stationen als Übungsleiter. Mitte 2014 übernahm er das Traineramt und die Position des General-Managers beim Fútbol Club Cartagena. Im Dezember 2014 folgte ihm bei den Spaniern Manuel Palomeque als Trainer nach.
Im Jahr 2015 wirkte er beim La Manga Club in der Funktion eines offiziellen Repräsentanten. Seit 2016 ist er Trainer beim Lincoln Red Imps FC aus Gibraltar und gewann in jenem Jahr den Meistertitel in der dortigen Premier League, der dem Klub die Möglichkeit zur Qualifikation für die folgende Saison in der Champions League eröffnete.
Ende Juni 2018 wurde Ribas als neuer Nationaltrainer der gibraltarischen Fußballnationalmannschaft vorgestellt. Im Oktober 2018 führte er Gibraltar in einem Spiel der UEFA Nations League 2018/19 gegen Armenien zum ersten Pflichtspiel- und Auswärtssieg in der Geschichte der gibraltarischen Fußballnationalmannschaft.
Ribas ist eine polarisierende Figur im uruguayischen Trainergeschäft. Er fiel wiederholt durch Temperamentsausbrüche und Dispute auf. Während seiner Zeit bei Peñarol gipfelte dies am 26. November 2000 in einer von ihm angezettelten Massenschlägerei unter den Spielern nach einem Clásico. Dies brachte ihm eine Verhaftung sowie eine Nacht im Zentral-Gefängnis von Montevideo ein.

### Erfolge
- Uruguayischer Meister: 1999
- Gibraltarischer Meister: 2015/16